# Дубровка (Зеленоградский район)
Дубровка (Регенен до 1946 года) — посёлок в Зеленоградском районе Калининградской области. Входит в состав Ковровского сельского поселения.

## Население
| 2002 | 2010 |
| ---- | ---- |
| 157  | ↗177 |

## История
4 февраля 1945 года Регенен был занят советскими войсками. В 1946 году переименован в Дубровку.